# Огути, Такахиса
Такахиса Огу́ти (яп. 小口貴久, 11 января 1979, Нагано) — японский саночник, выступавший за сборную Японии с 1999 года по 2010-й. Участник трёх зимних Олимпийских игр, многократный призёр национального первенства.

## Биография
Такахиса Огути родился 11 января 1979 года в городе Нагано. Активно заниматься санным спортом начал в возрасте четырнадцати лет, в 1999 году прошёл отбор в национальную сборную и стал принимать участие в различных международных соревнованиях. В сезоне 2000/01 дебютировал на взрослом Кубке мира, заняв в общем зачёте двадцать первое место, кроме того, впервые поучаствовал в заездах взрослого чемпионата мира, показав на трассе в канадском Калгари двадцать первое время в мужской парной программе и шестнадцатое в состязаниях смешанных команд. Благодаря череде удачных выступлений удостоился права защищать честь страны на зимних Олимпийских играх 2002 года в Солт-Лейк-Сити, где, тем не менее, в финальной стадии финишировать не смог.
На чемпионате мира 2004 года в родном Нагано Огути закрыл тридцатку, через год на мировом первенстве в американском Парк-Сити был тридцать пятым среди одноместных саней и восьмым в эстафете. Ездил соревноваться на Олимпиаду 2006 года в Турин, планировал побороться за медали в мужском одиночном разряде, однако в итоге оказался только двадцатым. Кубковый цикл окончил на тридцать девятом месте общего зачёта. В 2007 году на мировом первенстве в австрийском Иглсе финишировал двадцать третьим, а после завершения всех кубковых этапов поднялся в мировом рейтинге сильнейших саночников до двадцать шестой позиции. На чемпионате мира 2008 года в немецком Оберхофе был двадцать третьим, в Кубке мира слегка улучшил результат — двадцать второе место.
В 2009 году на чемпионате мира в американском Лейк-Плэсиде пришёл к финишу шестнадцатым, и это лучший его результат на мировых первенствах. В кубковых состязаниях повторил достижение прошлого сезона — двадцать вторая позиция. Такахиса Огути прошёл квалификацию на зимние Олимпийские игры 2010 года в Ванкувере, однако финальные заезды провёл не очень успешно, закрыв тридцатку лучших. Сразу после этих соревнований принял решение завершить карьеру профессионального спортсмена, уступив место молодым японским саночникам.